# Karlsplatzhütte
Die Karlsplatzhütte – alternativ Karlsplatz-Hütte geschrieben – ist eine Schutzhütte im Pfälzerwald.

## Lage
Die Hütte befindet sich an der Ostflanke des Abtskopfes auf der Waldgemarkung der Ortsgemeinde Klingenmünster am namensgebenden Karlsplatz. Wenige Meter weiter südlich befindet sich die Gemarkungsgrenze zur Ortsgemeinde Gleiszellen-Gleishorbach. Rund anderthalb Kilometer südwestlich liegt der Bad Bergzaberner Stadtteil Blankenborn.

## Architektur
Bei der Karlsplatzhütte handelt es sich um eine Holzhütte in offener Bauweise.

## Betrieb
Die Hütte, die 150 Sitzplätze bietet, wird von der Ortsgruppe Klingenmünster des Pfälzerwald-Vereins betrieben. Dieser hält dort seit 1971 jeweils am 1. Mai das Maifest ab, ebenso das Fest des Federweißen auf dem Karlsplatz. Eine Bewirtschaftung findet nach Vereinbarung statt.

## Anbindung
Die Hütte befindet sich an einer Wegspinne, bei der insgesamt neun Wege aufeinander treffen. An ihr führen der Saar-Pfalz-Weg, der die Kennzeichnung Schwarzer Punkt auf weißem Balken trägt und von Saarbrücken nach Rülzheim verläuft und ein von Bad Münster am Stein bis nach Sankt Germanshof führender Wanderweg, der mit einem weiß-blauen Balken markiert ist.